# Йёндаль, Магнус
Магнус Йёндаль (норв. Magnus Jøndal; род. 7 февраля 1988, Лёренскуг, Акерсхус) — норвежский гандболист, выступает за немецкий клуб Фленсбург-Хандевитт и сборную Норвегии. Серебряный призёр чемпионатов мира 2017 и 2019 годов.

## Карьера

### Клубная
Магнус Йёндаль выступал за молодёжные клубы Томтер и Ши, прежде чем присоединился к клубу ГК Фолло. Йёндаль начинал профессиональную карьеру в ГК Фолло в 2006 году. В 2014 году Магнус Йёндаль перешёл в Арендаль. Вместе с клубом Йёндаль стал обладателем кубка Норвегии. В 2016 году Магнус Йёндаль перешёл в ГОГ. В октябре 2017 году Магнус Йёндаль подписал контракт с немецким клубом Фленсбург-Хандевитт и выступает за Фленсбург-Хандевитт с сезона 2018/19. 

### В сборной
Магнус Йёндаль выступает за сборную Норвегии. Йёндаль дебютировал в сборной Норвегии 15 апреля 2010 года. Магнус Йёндаль провёл 177 матчей и забросил 577 мячей.

## Титулы
- Серебряный призёр чемпионата Мира: 2017, 2019
- Лучший левый крайний чемпионата Мира: 2019[3]
- Бронзовый призёр чемпионата Европы: 2020

## Статистика
Статистика Магнус Йёндаль в сезоне 2019/20 представлена на 9.1.2020
| Сезон          | Клуб                | Лига       | Матчи | Голы | 7-метр | Голы |
| -------------- | ------------------- | ---------- | ----- | ---- | ------ | ---- |
| 2018/19        | Фленсбург-Хандевитт | Бундеслига | 34    | 122  | 54     | 68   |
| 2019/20        | Фленсбург-Хандевитт | Бундеслига | 20    | 55   | 7      | 48   |
| 2018 — по н.в. | Итого               | Бундеслига | 54    | 177  | 61     | 116  |